# Mostje (gmina Juršinci)
Mostje – wieś w Słowenii, w gminie Juršinci. W 2018 roku liczyła 27 mieszkańców.